# Association genevoise des journalistes
Pour les articles homonymes, voir AGJ.
L'Association genevoise des journalistes (AGJ) est une des sections cantonales d'Impressum, la plus importante association professionnelle de journalistes de Suisse et de la Principauté du Liechtenstein. Elle est la descendante de l'Association de la presse genevoise.

## Histoire
Fondée en 2004, l'AGJ est issue de la scission de l'Association lémanique des journalistes en deux sections cantonales distinctes : Impressum Vaud et l'Association genevoise des journalistes.
L'Association lémanique des journalistes quant à elle est fondée en 1994 par la fusion de l'Association de la presse genevoise et du syndicat vaudois des journalistes. Pendant tout le XXe siècle, c'est donc l'Association de la presse genevoise, fondée en 1900, qui rassemble les journalistes genevois syndiqués.

## Organisation
L'AGJ est dirigée par un comité, qui rend compte de son activité à l'Assemblée générale de l'association.
Basée à Genève, l'AGJ compte environ 460 membres en 2008.